# Figlie di Nostra Signora della Pietà
Le Figlie di Nostra Signora della Pietà sono un istituto religioso femminile di diritto pontificio: le suore di questa congregazione pospongono al loro nome la sigla F.N.S.P.

## Storia
Le origini della congregazione risalgono al 1849, quando Maria Teresa Camera (1818-1894) si stabilì a Ovada e organizzò un piccolo gruppo di donne, le Figlie della Pietà, per assistere i malati a domicilio ed educare i bambini.
Le costituzioni della comunità vennero approvate ad experimentum da Giuseppe Marello, vescovo di Acqui, il 4 marzo 1892 e nel 1895 le suore si trasferirono ad Asti per prestare servizio presso l'Istituto Santa Chiara, che accoglieva ammalati cronici, anziani poveri e orfani, dove già operavano gli Oblati di San Giuseppe fondati dal vescovo Marello.
Nel 1898 le suore ebbero la loro prima sede ad Asti, che divenne casa madre dell'istituto e sede del noviziato, e nel 1923 Luigi Spandre, vescovo di Asti, eresse la comunità in congregazione religiosa di diritto diocesano.
Le suore presero il titolo di Figlie di Nostra Signora della Pietà nel 1931 e ricevettero il pontificio decreto di lode nel 1973.

## Attività e diffusione
Le Figlie di Nostra Signora della Pietà si dedicano all'educazione della gioventù e all'assistenza ad ammalati e anziani.
Oltre che in Italia, sono presenti in Perù, nelle Isole Salomone, in Colombia e nelle Filippine; la sede generalizia è in piazza Cagni ad Asti.
Alla fine del 2008 la congregazione contava 208 suore in 38 case.